# Art Directors Club

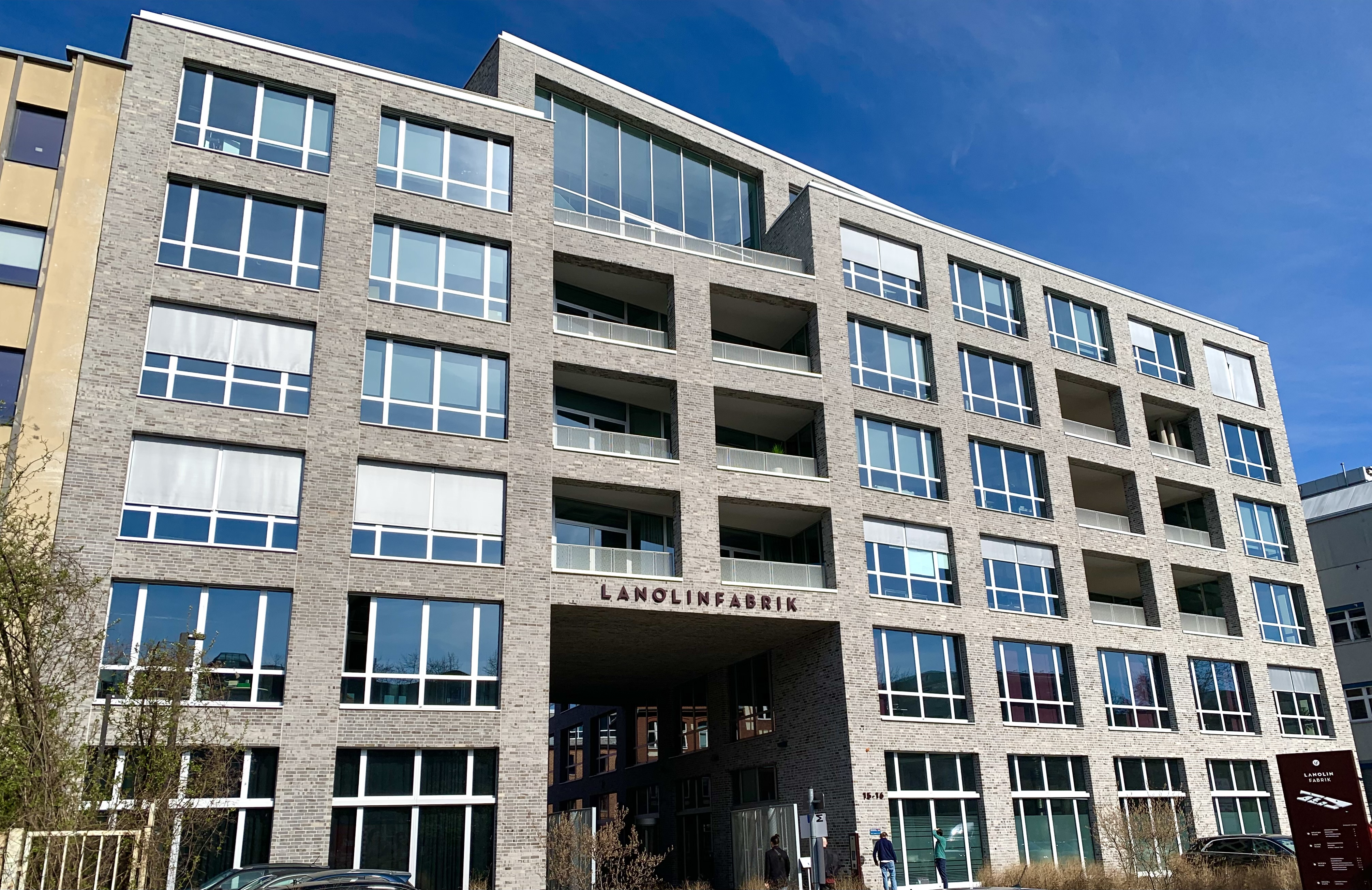
Sitz des Art Directors Club Deutschland

Der Art Directors Club (ADC) ist ein Berufsverband von Artdirectoren aus der Werbebranche, der 1920 in New York gegründet wurde.

## Europa
Der „Art Directors Club of Europe“ wurde 1990 gegründet. Bei der jährlichen Verleihung der ADCE Awards The Best of European Design & Advertising werden Agenturen und Kampagnen aus ganz Europa ausgezeichnet. Die Jury setzt sich aus 60 Kreativen der europäischen Werbewelt zusammen. Diese entscheiden über die zu verleihenden Awards und den Grand Prix.

## Deutschland
Der ADC Deutschland wurde 1964 in Düsseldorf gegründet und hat heute seinen Sitz in Berlin und ist in sieben regionale Sektionen aufgeteilt: Berlin, Düsseldorf, Frankfurt am Main, Hamburg, München, Stuttgart und Dresden.
Präsidenten des ADC Deutschland waren Amir Kassaei (2008 bis 2009), Jochen Rädeker (2009 bis 2012), Stephan Vogel (2012 bis 2018), Heinrich Paravicini (2018 bis 2020) und Dörte Spengler-Ahrens (2020 bis 2024). Seit 30. September 2024 hat Burkhard Müller das Amt inne.
Ziel des ADC ist neben der Interessenvertretung seiner Mitglieder unter anderem die Verbesserung kreativer Leistungen und die Nachwuchsförderung. Dazu veranstaltet der ADC Wettbewerbe, fördert Publikationen, Seminare, Vorträge, Veranstaltungen und Weiterbildung.
Neben mehreren Fachkongressen organisiert der ADC ein Mal jährlich das ADC Festival, das von 1994 bis 2009 in Berlin sowie von 2010 bis 2012 in Frankfurt am Main abgehalten wurde und seit 2013 in Hamburg stattfindet. Im Rahmen des Festivals werden von Jurys die Preisträger des ADC Wettbewerbs und des Nachwuchswettbewerbs (ADC Talent Award) ausgewählt und für ihre Kreativ-Arbeiten ausgezeichnet. ADC-Ehrenmitglieder wurden unter anderem Vicco von Bülow, Helmut Newton, Ellen von Unwerth, Wim Wenders, Jan Böhmermann und Gunter Demnig. Ebenfalls verleiht der ADC die Titel „ADC Lebenswerk“, „ADC Kunde des Jahres“ und „Rookie Agentur des Jahres“.

## Schweiz
Der ADC Schweiz wurde 1976 gegründet, hat dieselben Ziele wie die deutsche Vereinigung und heute 152 Mitglieder. Einmal im Jahr fordert der ADC die Branche auf, die besten Arbeiten einzureichen und sie von einer Jury aus ADC-Mitgliedern beurteilen und prämieren zu lassen.

## Österreich
In Österreich vertritt der 1972 gegründete Creativ Club Austria (CCA) dieselben Ziele und ist – wie seine deutschen und schweizerischen Pendants – Mitglied im europäischen Dachverband ADC of Europe. Bei der jährlichen Gala werden die kreativsten Arbeiten des Vorjahres mit der CCA-Venus in Gold, Silber und Bronze ausgezeichnet.
2023 wurde Stefan Ruzowitzky Ehrenmitglied des CCA.